# Channarayanadurga, Koratagere
Channarayanadurga là một làng thuộc tehsil Koratagere, huyện Tumkur, bang Karnataka, Ấn Độ.